# ゴーイング・マイ・カントリー・ウェイ
『ゴーイング・マイ・カントリー・ウェイ』(Going My Country Way)は、黒田美治のアルバム。1969年に日本ビクター傘下のグリーン・シティーからリリースされた。

## 収録曲
Side 1
1. 想い出のグリーン・グラス - Green, Green Grass Of Home
2. リリース・ミー - Release Me
3. 主よ守り給え - May The Good Lord Bless And Keep You
4. 壁のない牢 - A Prison Without Any Walls
5. フール・サッチ・アズ・アイ - A Fool Such As I
6. クライング・タイム - Crying Time

Side 2
1. 打明けるのが遅かったかい - Have I Told You Lately That I Love You
2. アイ・キャント・ヘルプ・イット - I Can't Help It
3. 浮気はよしなよ - He'll Have To Go
4. 思い出のきずな - Chained To A Memory
5. トゥゲザー・アゲイン - Together Again
6. サパータイム - Suppertime

## パーソネル
- 黒田美治（唄、ギター）
- スリー・グレイセス（コーラス） *1-1, 1-3, 1-6, 2-2, 2-6
- 原田実（スチール・ギター） *1-1～2, 1-4～6, 2-2, 2-4～6
- 鳥尾敬孝（プロデュース）